# Wenzel Schanza
Wenzel Schanza (auch Wenceslaus, tschechisch Václav; * zwischen 1744 und 1748 in Brünn; † 27. September 1787 in Wien) war ein römisch-katholischer Geistlicher, Theologe und Hochschullehrer.

## Leben
Über Schanzas frühe Bildung ist wenig bekannt. Er studierte Theologie und Philosophie und erwarb den Doktor der Theologie sowie den Magistergrad in Philosophie. Nach Abschluss des Studiums trat er in das noch junge Erzbischöfliche Priesterseminar zu Wien ein. 1767 wurde er dort zum Priester geweiht und war anschließend einige Jahre als Seelsorger tätig. 
Schanza nahm zum 7. September 1774 einen Ruf als ordentlicher Professor der Moraltheologie an die Universität Olmütz an. Er war dort zeitweise außerdem Studienpräfekt am örtlichen Priesterseminar. 1779 wurde er Rektor der mittlerweile nach Brünn verlegten Universität. 1784 folgte er einem Ruf als Professor der Moraltheologie an die Universität Wien. Dort war sein vierbändiges, ab 1785 erschienenes Werk bis 1791 als Lehrbuch im Einsatz.

## Publikationen
- De Theologia morali positiones in usum suorum auditorium, 2 Bände, Wappler, Wien 1780.
- Moralis christiana in systema redacta, locis s. scripturae, tradit. et decretis a suprema potestate latis illustrata, 4 Bände, Wien 1785–1788.